# Cadmiumwolframat
Cadmiumwolframat ist eine anorganische chemische Verbindung des Cadmiums aus der Gruppe der Wolframate.

## Gewinnung und Darstellung
Cadmiumwolframat kann durch Reaktion von Cadmiumoxid mit Wolframtrioxid oder Cadmiumsalzlösungen (wie Cadmiumnitrat oder Cadmium(II)-chlorid) mit Natriumwolframat gewonnen werden.
{\displaystyle \mathrm {CdO+WO_{3}\ \longrightarrow {}\ CdWO_{4}} }
{\displaystyle \mathrm {Cd(NO_{3})_{2}+Na_{2}WO_{4}\ \longrightarrow {}\ CdWO_{4}\downarrow +\ 2\ NaNO_{3}} }

## Eigenschaften
Cadmiumwolframat ist ein weißer bis gelber Feststoff, der schwer löslich in Wasser ist. Er besitzt eine monokline Kristallstruktur mit der Raumgruppe P2/c (Raumgruppen-Nr. 13).

## Verwendung
Cadmiumwolframat wird als Szintillator in der Teilchenphysik verwendet. Es wird auch in Fluoreszenzfarben und Röntgenbildschirmen verwendet.